# حلبة مصارعة
حلبة المصارعة هي المكان الذي يتم فيه التنافس في رياضة المصارعة.

## البناء و الترتيب
بناء و ترتيب حلبة المصارعة -التقليدية- يشبه إلى حد كبير حلبة الملاكمة، إلا أن في المصارعة تكون الحلبة محاطة بثلاث حبال بدل الأربع، كما أن الحبال في المصارعة غير مربوطين معًا.
حلبة المصارعة مكونة من بناء حديدي مرتفع عن الأرض، و مغطى بالرغوة الصخرية Foam و الحصير Mat ، و الحبال لا تحيط الحلبة بشكل كلي بل يوجد مسافة بينها و بين طرف الحلبة، و أسفل الحلبة مغطى بقماش لمنع رؤية ما فيها. و في كل زاوية توضع ثلاث قطع من الإسفنج عادة لتغطية الحديد الذي يربط بين الحبال.
تستخدم شركة WWE ( المصارعة العالمية الترفيهية ) حلبة بارتفاع 20 قدم. و يكون أسفل الحلبة مليئ بمختلف أنواع الأسلحة.

## الأنواع

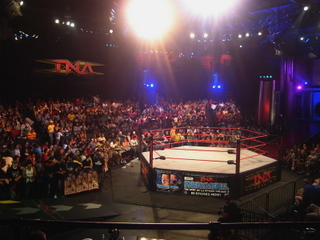
الحلبة السداسية في شركة TNA

الحلبة التقليدية يكون فيها أربع زوايا، أما في الحلبات المطورة مثل شركة (Total Non Stop Action Wrestling (TNA فالحلبة مكونة من 6 زوايا.